# Franciscaanse Universiteit van Steubenville
De Franciscaanse Universiteit van Steubenville is een privé Franciscaanse universiteit in Steubenville, Ohio. De universiteit telde in het najaar van 2022 3.656 studenten, waaronder 2.602 studenten op de campus, in 48 verschillende opleidingen. De studenten zijn voor het merendeel katholiek (97 procent) en de universiteit claimt het grootste aantal studenten theologie, catechese en filosofie te hebben van alle katholieke universiteiten in de Verenigde Staten. De school werd opgericht als het College van Steubenville in 1946 door de franciscaner monniken.
Prins Laurent studeerde één jaar aan de universiteit. 